# Rijselse kant

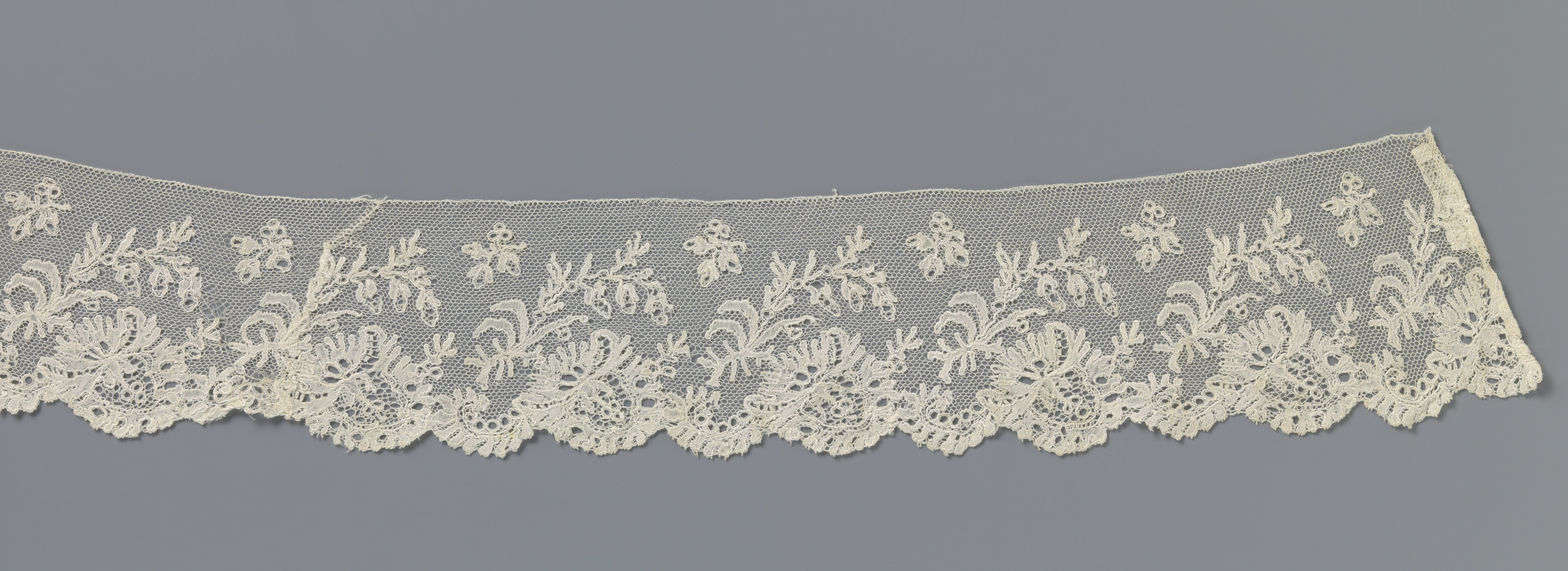
Rijselse kant uit de 19e eeuw

Rijselse kant is een historische vorm van kloskant, vernoemd naar de toen nog Vlaamse stad Rijsel (vanaf 1667 Frankrijk). Het wordt ook wel lille lace (Engels) en point de Lille (Frans) genoemd, dus vernoemd naar de Franse naam van de stad Rijsel, Lille. Het kant valt in de kantgroep van de doorlopende draad, en is een vereenvoudigde versie van het Mechelse kant. Het is vooral bekend geworden in de tweede helft van de 19de eeuw.
De grond bestaat uit een tule van zeshoekige tralie. Het volwerk bestaat uit linnen met een sierdraad eromheen, en de tekening bestaat voornamelijk uit bloemmotieven. Als versieringen worden siertralies en "openluchtjes" toegepast in de motieven, grond met rozen, vierkante kunstslagen, zaaimotieven in de traliegrond en inkeloogjes aan de rand.